# Гряда Скиапарелли
Гряда Скиапаре́лли (лат. Schiaparelli Dorsum) — горная гряда в северном полушарии Меркурия диаметром 377,99 км, простирающаяся от 18,86° с. ш. до 27,25° с. ш. и от 162,76° з. д. до 164,52° з. д. К северо-западу от гряды лежит равнина Одина.
Гряда названа именем итальянского астронома Джованни Скиапарелли в 1976 г.